# Eroi della città
Eroi della città (Heroes of the City) è una serie animata svedese realizzata in computer grafica in 3D prodotta da Ruta Ett DVD AB nel 2012 per un totale di 26 episodi da 12 minuti ciascuno. Attualmente è in fase di lavorazione la seconda stagione. In Italia la serie è stata trasmessa su Ka-Boom dal 28 ottobre 2013 con doppi episodi al giorno.

## Trama
In un mondo popolato da veicoli a motore parlanti esiste un centro di soccorso pronto a risolvere i problemi dei cittadini. Prima di partire in missione Paulie, Fiona e Alice esclamano: è ora di entrare in azione!

## Personaggi
- Paulie: è una macchina della polizia.
- Fiona: è un camion dei pompieri.
- Alice: è un altoparlante che riceve le chiamate di aiuto.
- Joe Sventura: è un corvo antropomorfo maldestro, ha il braccio destro e il piede sinistro ingessati.
- Herby: è un gabbiano antropomorfo che vende hot-dog.
- Franky: è un furgoncino che vende frutta.
- Benny: è un furgone che vende torte a domicilio.
- Willy: è uno scooter rosa.
- Harry: è una macchina sportiva a cui piace fare gli scherzi.
- Troy: è un trattore rosso che si occupa dei campi.
- Cindy: è un piccolo e simpatico idrovolante giallo e rosso impiegato nelle operazioni di soccorso.

## Episodi
1. Il giorno sfortunato di Joe Sventura
2. Il giorno libero di Fiona
3. Gli scherzi pericolosi di Harry
4. Cattivo tempo
5. L'aereo scomparso
6. La mongolfiera
7. Il coccodrillo affamato
8. L'incendio del chiosco dei gelati
9. Il ladro misterioso
10. L'avventura del treno
11. Il mistero dell'acqua
12. Una tigre in fuga
13. Il tesoro scomparso
14. Problemi al campeggio
15. Il grande concerto
16. Wacky Wayne arriva in città
17. La festa della spazzatura
18. L'auto fantasma
19. Cara ed il mini-circo
20. Fred il pescatore
21. Amici per sempre
22. Il compleanno dimenticato
23. La gara
24. La cassa segreta
25. La mappa del tesoro
26. Il regista

## Sigla italiana
La canzone Eroi della città è opera di Valerio Callo Curcio e Carlo Cavazzoni, ed è cantata da Aurelia Porzia.